# 塞伯格-維騰不變量
在數學中，塞伯格-威滕不变量為緊緻光滑4-流形的不變量。類似於唐納森不變量，塞伯格-威滕不变量常被用來證明光滑4-流形的相似結果，但相較之下比唐納森不變量方便許多，例如：塞伯格-維騰方程式中的模空間解趨於被緊緻化，從而避免了唐納森理論中緊化模空間時所引出的一些困難。它由内森·塞伯格和爱德华·威滕提出。